# Кольчино (станція)
Кольчино — проміжна залізнична станція 5-го класу Ужгородської дирекції Львівської залізниці на лінії Стрий — Батьово між станціями Мукачево (7 км) та Свалява (21 км). Розташована у смт. Кольчино Мукачівського району Закарпатської області.

## Історія
Станція відкрита 1886 року в складі залізниці Мукачево — Воловець.
1956 року станція електрифікована постійним струмом (=3 кВ) у складі дільниці Лавочне — Мукачево, яка є першою на Львівській залізниці електрифікованою дільницею.

## Пасажирське сполучення
На станції Кольчино зупиняються приміські електропоїзди сполученням:
- Львів — Мукачево
- Львів — Чоп
- Мукачево — Стрий
- Мукачево — Лавочне.